# Marotinu de Jos
Marotinu de Jos – wieś w Rumunii, w okręgu Dolj, w gminie Celaru. W 2011 roku liczyła 641 mieszkańców.